# Kunstforlaget Danmark
Kunstforlaget "Danmark" blev grundlagt af Heinrich Mathiasen i 1908 og husede en lang række forfattere.
Forlaget oplevede stor kommerciel succes med danske versioner af Jules Vernes bøger.
Nedenstående beskrivelse af forlaget er taget direkte fra siden "Det Danske Jules Verne-selskab" .
Forlaget blev drevet som postordreforretning uden forbindelse med den regulære boghandel. En journalist kaldte ironisk Mathiasen for bøgernes Napoleon. F.eks. udsendte han i 1913 (året for Jules Verne serien) 2.645.000 bøger. Grundlaget for succesen var dels, at han undgik boghandleravancen ved at sælge direkte til læserne, dels at han benyttede forholdsvis ringe papir til trykningen, benyttede billige bogtrykkere og fik indbundet bøgerne til en billig pris. Han tilbød de uindbundne bøger gratis, men tilbød de samme indbundne til en merpris, hvilket fik kunderne til at købe de indbundne. Han annoncerede flittigt i dags- og ugepressen bl.a. i Chr. Erichsens Hus og Hjem, Berlingske Tidende og Politiken. Samtidig fik han et stort marked i Norge. Forlaget blev (forgæves) forsøgt bekæmpet af de øvrige forlag herunder Gyldendal, som til sidst måtte overgive sig og begyndte at udsende deres egne billigbogsserier. Forlaget nærmest eksploderer omkring 1913, hvorefter det synes at forsvinde omkring 1915 .
Et forlag med samme navn er i 2022 genregistreret hos DBC.